# Mętów
Mętów – wieś w Polsce położona w województwie lubelskim, w powiecie lubelskim, w gminie Głusk. Leży przy drodze wojewódzkiej nr 835 nad rzeką Czerniejówką.
Wieś stanowi sołectwo gminy Głusk. Według Narodowego Spisu Powszechnego z roku 2011 wieś liczyła 1337 mieszkańców.
Wieś szlachecka położona była w drugiej połowie XVI wieku w powiecie lubelskim województwa lubelskiego. W latach 1954–1959 wieś należała i była siedzibą władz gromady Mętów, po jej zniesieniu w gromadzie Głusk. W latach 1975–1998 miejscowość administracyjnie należała do ówczesnego województwa lubelskiego.
Do Mętowa doprowadzona jest linia numer 17 MPK Lublin, a także przejeżdżają tędy busy m.in. do Krzczonowa, Wysokiego, czy też Biłgoraja.
Urodził się tu Stanisław Czubiński (ur. 25 kwietnia 1893, zm. wiosną 1940 w Katyniu) – major łączności Wojska Polskiego, ofiara zbrodni katyńskiej.